# Enema endymion
Enema endymion är en skalbaggsart som beskrevs av Louis Alexandre Auguste Chevrolat 1843. Enema endymion ingår i släktet Enema och familjen Dynastidae. Inga underarter finns listade i Catalogue of Life.